# Vič, Dravograd
Vič este o localitate din comuna Dravograd, Slovenia, cu o populație de 215 locuitori.